# Corrado di Gelnhausen
Corrado di Gelnhausen, Konrad von Gelnhausen in tedesco (Gelnhausen, 1320/1325 – Heidelberg, 13 aprile 1390), è stato un teologo e presbitero tedesco.

## Biografia
Figlio di un notaio, studiò dall'autunno 1339 presso la Sorbona a Parigi, ove ottenne nella primavera del 1344 il grado di baccelliere nelle Arti liberali e ancora prima del 1347 la laurea.
Papa Clemente VI conferì nel 1347, dietro suggerimento dell'arcivescovo di Magonza, Gerlach von Nassau, un canonicato presso il Duomo di Worms e si richiesta del landgravio Enrico II d'Assia una prebenda nella chiesa di Santa Maria ad Gradus, a Magonza. Papa Innocenzo VI lo trasferì nel 1357, dietro suggerimento dell'imperatore Carlo IV, alla parrocchia di Bonndorf in Überlingen. Evidentemente Konrad von Gelnhausen era già stato in stretti rapporti con i palatini del Casato di Wittelsbach, se il Nunzio apostolico, Filippo di Cabassoles, vescovo di Cavaillon, lo indicò nel 1360 come un clericus et servitor del principe elettore Roberto I del Palatinato. Papa Urbano V nominò nel 1363 capo di San Giovanni in Liegi, chiesa cimiteriale del venerato vescovo Notger II di San Gallo.
Nel 1375 fu promosso dottore in diritto presso l'Università di Bologna. Quindi rientrò a Parigi e divenne nell'autunno del 1378 Magister nelle Arti liberali. Nello stesso anno egli compare anche come prevosto del capitolo del duomo di Worms.
Corrado di Gelnhausen lasciò nel 1381 la capitale francese come dottore in teologia, dopo che l'università nello Scisma d'Occidente si era schierata dalla parte dell'antipapa Clemente VII. Il principe elettore Roberto I del Palatinato lo portò a sé nel 1386 come sostenitore dell'"Obbedienza romana" presso l'Università di Heidelberg, dove verso la fine del 1387 ne divenne professore e primo Cancelliere. Mantenne questo incarico fino alla sua morte. Corrado di Gelnhausen collaborò in modo determinante alla costruzione della nuova Hochschule dell'Elettorato Palatino; la sua raccolta bibliografica, da lui lasciata all'Università, costituì la base della Università-biblioteca di Heidelberg Inoltre egli lasciò per testamento 1000 monete d'oro per una borsa di studio per studenti poveri (cosiddetta Alte Burse, Kettengasse, Heidelberg).
Nello Scisma d'Occidente Corrado di Gelnhausen sviluppò – principalmente nei suoi scritti – idee sulla conciliazione attraverso un Concilio, che nel 1409 ebbe luogo in Pisa, senza che tuttavia si giungesse a una soluzione, anzi, solo a ulteriori complicazioni dei convocati co risultato di trovarsi con tre papi reclamanti la loro legittimità anziché due. Tuttavia i suoi suggerimenti furono più tardi riproposti e condussero nel 1417, attraverso il Concilio di Costanza, alla fine dello scisma.

## Opere
- Epistola brevis (1379)
- Epistola concordie (1380)